# Betrekkingswaan
Betrekkingswaan is een psychopathologische toestand waarbij een reeks van meestal gewone en alledaagse feiten en gebeurtenissen zo wordt geïnterpreteerd alsof ze specifiek op de eigen persoon is gericht. Een voorbeeld hiervan is de patiënt die denkt dat de nieuwslezer tegen hem direct aan het praten is en hem verborgen opdrachten geeft om uit te voeren.
Vrijwel steeds is een betrekkingswaan van paranoïde aard, dat wil zeggen dat de vermeende betekenis- en werkingssamenhang tot zichzelf in negatieve, benadelende zin wordt ervaren. Net als andere wanen kan een betrekkingswaan voorkomen bij psychosen, onder andere bij schizofrenie.